# Lungo come la quaresima
Lungo come la quaresima, è un proverbio che si riferisce alla durata del periodo di penitenza. Il periodo, lungo 40 giorni, viene interrotto dalla cosiddetta mezza quaresima, ossia da una festività che cade al ventesimo giorno e che viene celebrata in alcune regioni d'Italia.
In Toscana e in Emilia vige la tradizione del rituale denominato "Segar la vecchia", durante il quale dal grembo della vecchia escono fuori delizie e prelibatezze atte a saziare il popolo.

## Vigilia e quaresima
Altri proverbi si riferiscono alla lunga durata della penitenza, tra i quali, uno romagnolo afferma:
(dialettale romagnolo)
("Meglio fare una vigilia che una quaresima"). Il senso di questo proverbio è racchiuso nel confronto fra la vigilia di alcune feste, che richiedono una penitenza molto breve invece dei canonici 40 giorni.